# Crystal Allen

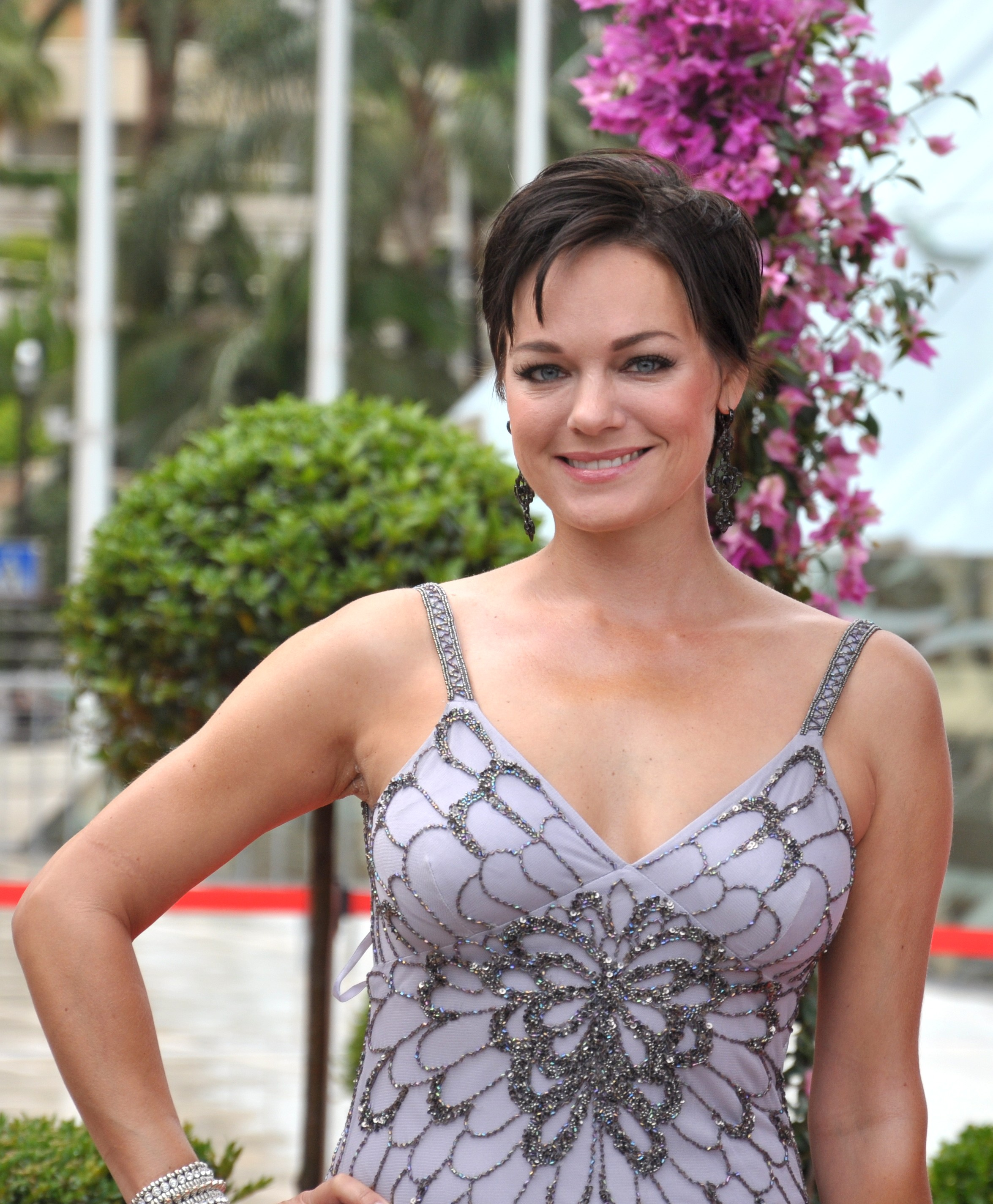
Crystal Allen im Juni 2013

Crystal Allen (* 13. August 1978 in Orange County, Kalifornien) ist eine US-amerikanische Schauspielerin.

## Leben
Allen spielte die Amanda Hayes in Anaconda – Offspring (2008) und Anacondas: Trail of Blood (2009). Weitere Filmauftritte hatte sie unter anderem in Subway Cafe (2004), Falling in Love with the Girl Next Door (2006), Divas of Novella (2008), Ghost Storm (2011) und Crooked Arrows (2012).
Sie hatte ebenfalls einige Auftritte in Serien wie etwa in Sex and the City (1999), Die Sopranos (2002), Navy CIS (2003), JAG – Im Auftrag der Ehre (2005), Star Trek: Enterprise (2005), Desperate Housewives (2007), Prison Break (2008) und Castle (2013).

## Filmografie
- 1998: Der Legionär (Legionnaire)
- 1999: The Underground Comedy Movie
- 1999: Sex and the City (Fernsehserie, eine Folge)
- 2001: Ed – Der Bowling-Anwalt (Ed, Fernsehserie, eine Folge)
- 2002: Die Sopranos (The Sopranos, Fernsehserie, eine Folge)
- 2002: Manhattan Love Story (Maid in Manhattan)
- 2002: Wolves of Wall Street
- 2002: And She Was
- 2003: Navy CIS (NCIS, Fernsehserie, eine Folge)
- 2004: Subway Cafe
- 2004: Summerland Beach (Summerland, Fernsehserie, eine Folge)
- 2004: Study Hall (Kurzfilm)
- 2004: Creating America’s Next Hit Television Show (Fernsehserie)
- 2004: Mirror, Mirror. (Kurzfilm)
- 2005: Boston Legal (Fernsehserie, eine Folge)
- 2005: JAG – Im Auftrag der Ehre (JAG, Fernsehserie, eine Folge)
- 2005: Star Trek: Enterprise (Fernsehserie, Folge Die Verbindung)
- 2005: Wanted (Fernsehserie, eine Folge)
- 2006: Falling in Love with the Girl Next Door (Fernsehfilm)
- 2006: Modern Men (Fernsehserie, eine Folge)
- 2006: Revenge (Kurzfilm)
- 2007: Story by Amy Niles (Kurzfilm)
- 2007: Desperate Housewives (Fernsehserie, eine Folge)
- 2007: Sabbatical (Fernsehserie)
- 2007: Star Trek: Of Gods And Men
- 2008: Canooks (Fernsehserie, eine Folge)
- 2008: Anaconda – Offspring (Fernsehfilm)
- 2008: Divas of Novella (Fernsehfilm)
- 2008: Prison Break (Fernsehserie, eine Folge)
- 2008: Interviews (Kurzfilm)
- 2009: Anacondas – Trail of Blood (Fernsehfilm)
- 2010: Hanna’s Gold
- 2011: Ghost Storm (Fernsehfilm)
- 2011: Femme Fatales (Fernsehserie, eine Folge)
- 2011: Haven (Fernsehserie, eine Folge)
- 2012: Body of Proof (Fernsehserie, eine Folge)
- 2012: Crooked Arrows
- 2013: Castle (Fernsehserie, eine Folge)
- 2016: Criminal Minds: Beyond Borders (Fernsehserie, eine Folge)